# Romolo Liverani
Romolo Liverani (* 12. September 1809 in Faenza; † 9. Oktober 1872 ebenda) war ein italienischer Maler, Bühnenbildner und Innenausstatter.

## Leben und Werke

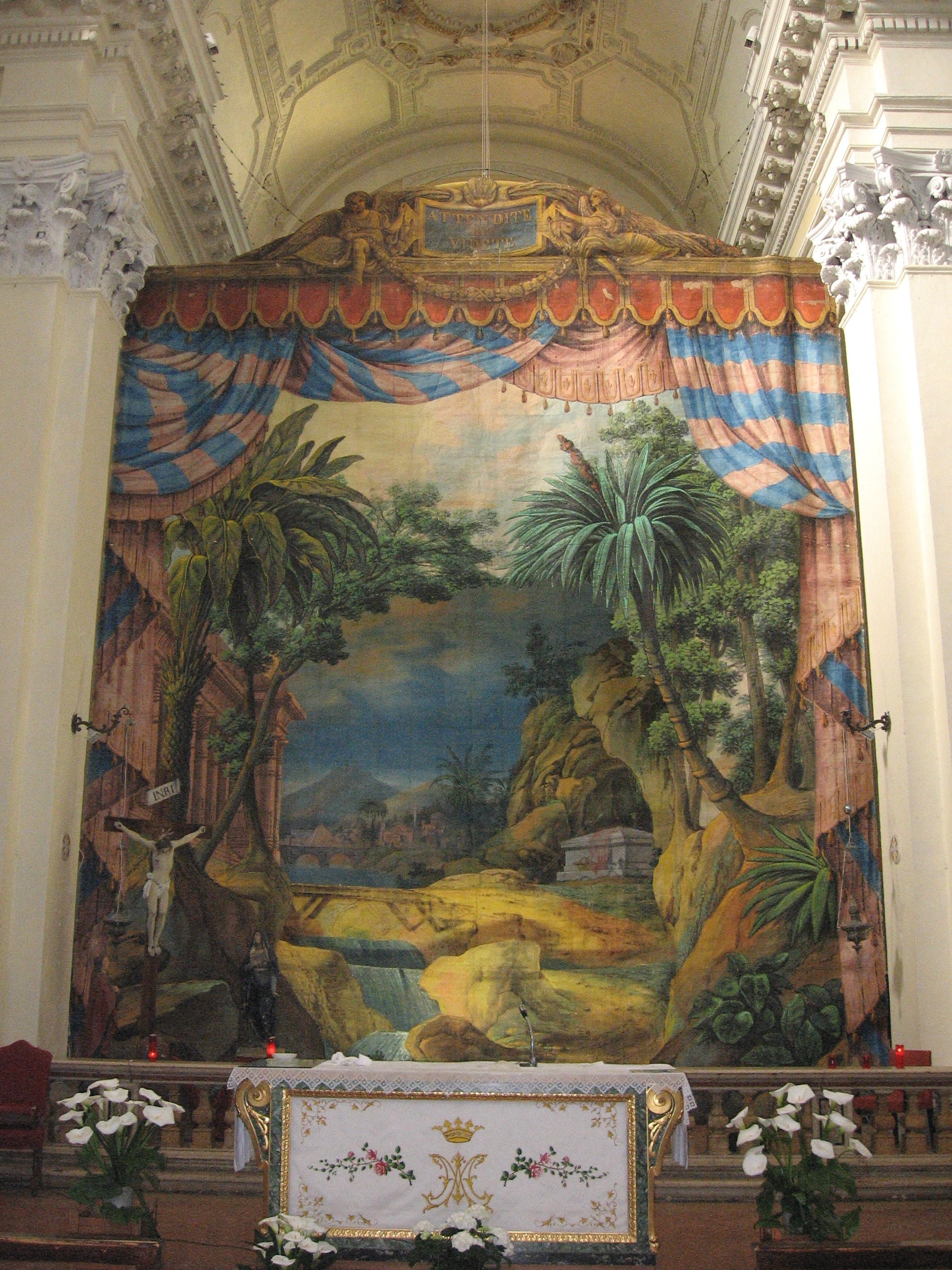
Dekoration für Karfreitag, gemalt von Romolo Liverani für die Kirche Santa Maria dell’Angelo in Faenza

An der örtlichen Architekturschule war er der Lieblingsschüler von Pietro Tomba. Bereits 1824 war er als anerkannter Bühnenbildner an den Theatern von Faenza, Ravenna, Senigallia und Lugo tätig. Er arbeitete an den wichtigsten Theatern in ganz Nord- und Mittelitalien, vor allem aber in der Romagna und in Faenza. Als außergewöhnlicher Interpret der faentinischen Dekoration des 19. Jahrhunderts setzte er mit seinem älteren Bruder Antonio die von Felice Giani eingeführte klassizistische Tradition fort und bereicherte sie mit romantischen Stilmerkmalen.
Im Jahr 1830 führte er die perspektivischen Dekorationen im Palazzo Mazzolani aus, 1831 den Innenraum der Kirche San Vitale, 1837 die Dekorationen der Villa Rotonda, 1839 das Kloster San Domenico, 1840 die Dekoration des Studiolo des Palazzo Gessi und 1842 die Dekoration des Palazzo Pasolini Zanelli. In den gleichen Jahren arbeitete er zusammen mit seinem Bruder Antonio an zahlreichen Palästen und Häusern in Faenza. Im Jahr 1843 war er in den Patrizierhäusern von Ravenna tätig. Um 1848 malte er die Lünetten im Palazzo Laderchi in Faenza, die die beiden Landhäuser der Grafen Laderchi darstellen: Villa il „Prato“ und Villa di Prada. Im Jahr 1851 malte er das Theater Perticari in Sant’Angelo in Lizzola. Zwischen 1852 und 1857 führte er, ebenfalls zusammen mit seinem Bruder, die Ausschmückung der Kapelle der Unbefleckten Empfängnis in der Kirche San Girolamo all’Osservanza in Faenza aus und widmete sie seinem 1848 verstorbenen Vater.
In den Jahren 1856 und 1858 restaurierte er die Kirchen von Suffragio und San Maglorio. In denselben Jahren, zwischen 1850 und 1865, schuf er die Kulissen für die neue Krippe der Conti Zucchini. Neben anderen kirchlichen Werken malte er 1859 zwei Lünetten in der Kruzifixkapelle der Kathedrale von Faenza. Er unternahm zahlreiche Reisen in die Romagna und hielt die Eindrücke von Städten, Dörfern und Landschaften sorgfältig in seinen Notizbüchern fest.
Er arbeitete eng mit den Ravennaer Künstlern Odoardo Gardella und Luigi Ricci zusammen.